# Mesías Maiguashca
Mesías Maiguashca (* 24. Dezember 1938 in Quito, Ecuador) ist ein ecuadorianischer Komponist instrumentaler und elektroakustisch-instrumentaler Musik.

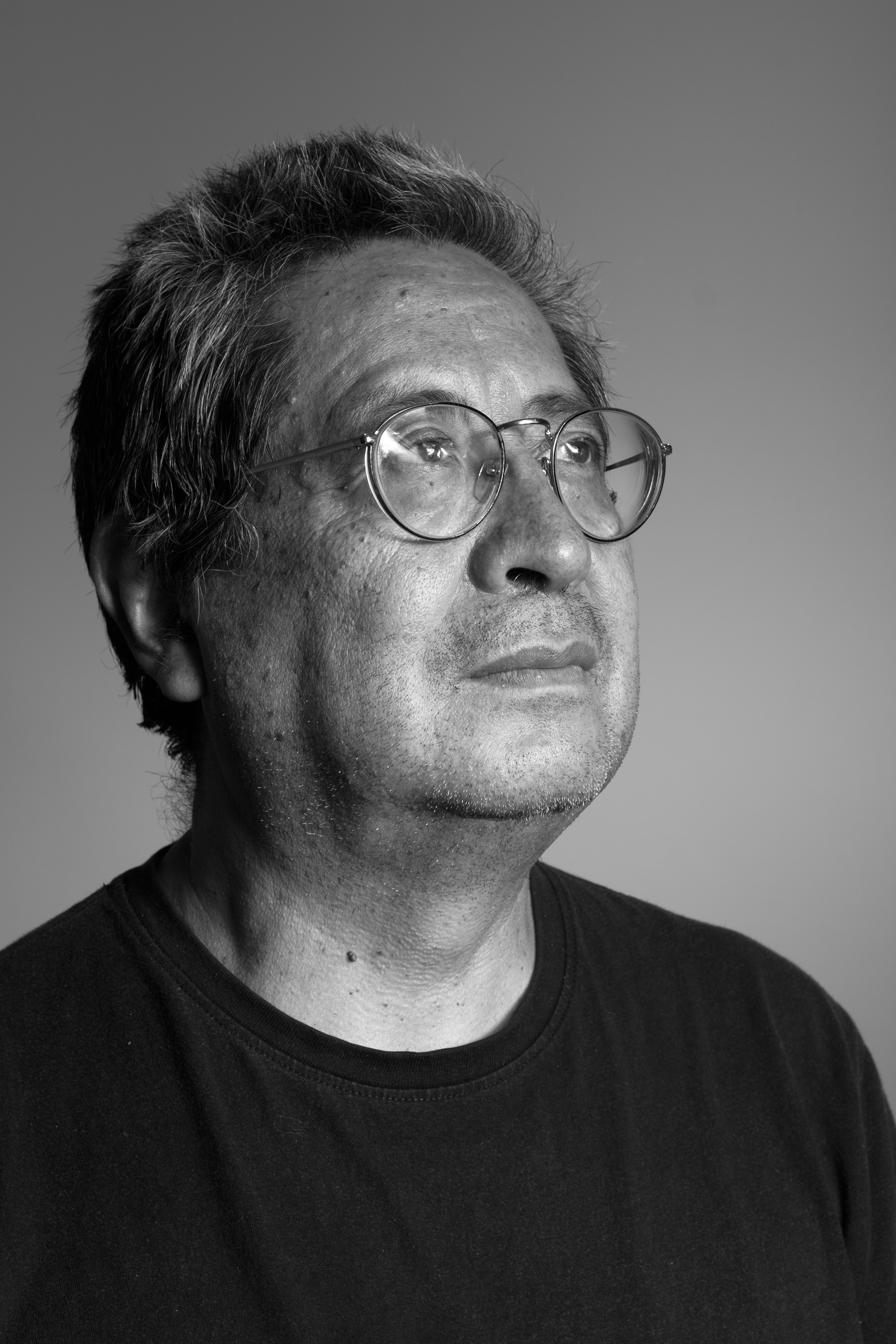
Mesías Maiguashca

## Leben
Maiguashca wurde am 24. Dezember 1938 in Quito, Ecuador, geboren. Er begann sein Musikstudium am Nationalen Konservatorium für Musik in Quito. Im Jahr 1958 erhielt er ein Stipendium für ein Studium an der Eastman School of Music in Rochester (New York, USA), wo er die Abschlüsse Bachelor und Master of Music erwarb. Von 1963 bis 1965 setzte er seine Studien in Buenos Aires am Instituto Torcuato Di Tella bei Alberto Ginastera, Olivier Messiaen und Luigi Dallapiccola fort.
1966 reiste er mit einem Stipendium des Deutschen Akademischen Austauschdienstes (DAAD) nach Deutschland. Er studierte an der Musikhochschule Köln und nahm anschließend an den Kursen für Neue Musik in Darmstadt und Köln teil. Von 1968 bis 1972 war er technisch-musikalischer Assistent im Studio für Elektronische Musik in Köln, wo er die theoretischen und praktischen Voraussetzungen der elektronischen Musik erlernte und als Assistent des deutschen Komponisten Karlheinz Stockhausen arbeitete. Im Jahr 1970 war er Mitglied seines Teams bei der Weltausstellung in Osaka, Japan. 1972 gründete er zusammen mit Peter Eötvös, Joachim Krist und der Cellistin Gaby Schumacher die Gruppe Oeldorf, die sich der Pflege zeitgenössischer experimenteller Musik widmete. 1977 ließ er sich als freier Komponist mit seiner Familie in Baden-Baden nieder.
Von 1978 bis 1987 war er Professor für elektronische Musik am CERM (Centre Européen pour la Recherche Musicale, Metz). Seit 1980 produziert er am IRCAM (Paris), am Zentrum für Kunst und Medientechnologie (ZKM) in Karlsruhe und bei ACROE (Association pour la Création et la Recherche sur les Outils d'expression, Grenoble).
1990 wurde er als Professor für Elektronische Musik an die Musikhochschule Freiburg berufen, eine Position, die er bis zu seiner Emeritierung im Jahr 2004 innehatte. Von 2014 bis 2020 unterrichtete er bei den Jornadas de Creación Electroacústica am Centro Superior Katarina Gurska in Madrid. Im Februar 2016 wurde er vom Fonema Consort in Chicago und dem dortigen Goethe-Institut zu Konzerten und Vorträgen in Chicago eingeladen. 2018 reiste er auf Einladung von GLAM (Group for Latin American Music) und HYDRA (Lautsprecherorchester der Musikfakultät) an die Harvard University, um Vorträge und Konzerte zu halten.
Im Jahr 2013 widmete ihm das Centro de Arte Contemporáneo de Quito die anthologische Ausstellung „Mesías Maiguashca: Los sonidos posibles“ (Mesías Maiguashca: Die möglichen Klänge).
Er lebt in Freiburg, Deutschland.

## Werke und Schriften

### Kompositionen
Das Gesamtverzeichnis des Komponisten umfasst etwa hundert Werke, darunter:
- I can breathe für Flöte, Klarinette, Cello, Akkordeon und Elektronik, 2020
- Canción de la Tierra, audio-visuelle Komposition, 2017–19
- Poema XXI für E-Gitarre und Elektronik, 2017
- Reading Beckett für Klavier, Violine, Cello und Elektronik, 2016
- 8 exercises to hear the inaudible für Stimme, Flöte, Akkordeon, Gitarre und ein Klangobjekt, 2015
- Por el Yasuní für Violine, Cello und Elektronik, 2015
- 5 microgramas für Gitarre und Cajón, 2014
- Música de cámara, mit obligatem Paila für Instrumentalensemble und Paila, 2012
- Yakushimi, eine Klanginstallation, 2012
- Chulyadas-tarkyadas-sikuryadas für das OEIN (Orquesta Experimental de Instrumentos Nativos, Bolivien), 2011
- Iridiscente für Orchester, Klangobjekte und Elektroakustik, 2009
- El Negro Bembón für Klavier und hölzerne Klangobjekte, 2008
- Boletín y elegía de las mitas, szenische Kantate auf den gleichnamigen Text von César Dávila Andrade, 2006
- Ton-Geographie III für Orgel, 2005
- Ton-Geographie II für vier Posaunen, 2005
- Ton-Geographie I, eine Klanginstallation, 2005
- Los Enemigos (auch Die Feinde oder La Celda), eine Mini-Oper nach der Kurzgeschichte El Milagro Secreto von J. L. Borges, 2002
- Nemos Orgel, für Orgel und Tonband, 1998
- Reading Castañeda Zyklus für Instrumente, Klangobjekte und Elektronik, 1983–93: The Tonal, The Nagual, Sacateca's Dance, The Spirit Catcher, The wings of perception, El Oro.
- La Seconde Ajouteé für 2 Klaviere, 1986
- Fmelodies II für Cello, Schlagzeug und Tonband, 1984
- …y ahora vamos por aquí… für 8 Instrumente und Tonband, 1977
- Ejercicios für Cello und Synthesizer, 1973
- Ayayayayay, konkrete und elektronische Musik, 1971
- Cuarteto de Cuerdas No. 1, 1964

### Schriften
- Maiguashca, Mesías: Information zu Übungen für Violine, Klarinette und Violoncello. Feedback Papers 9, Sommer 1975, S. 228–232.
- Maiguashca, Mesías: Zu „FMELODIES“. Neuland Jahrbuch 5, 1985, S. 288–296.
- Maiguashca, Mesías: Spektrum – Harmonie – Melodie – Timbre. In Revista Opus No. 13, herausgegeben von Arturo Rodas, übersetzt von Ramiro Salvador Roldán, Banco Central del Ecuador, Juni 1987,  S. 10–19.[1]
- Maiguashca, Mesías: Spectre – Harmonie – Mélodie – Timbre. In Le timbre, métaphore pour la composition, herausgegeben von Jean-Baptiste Barrière, Catherine Delaruelle und Anne Grange, übersetzt von Esther Starkier und Alain Galliari, S. 402–411. Paris, Bourgois, 1991
- Maiguashca, Mesías: Über Boletín y Elegía de las Mitas. In Komposition und Musikwissenschaft im Dialog VII (2007–2012) signale 20, im verlag der apfel, 2010, ISBN 978-3-85450-420-7, S. 205–218.
- Maiguashca, Mesías: Musik und Ritual, Ritual und Musik. In Zurück in die Gegenwart? Veröffentlichung des Instituts für Neue Musik und Musikerziehung, Darmstadt 2014, Band 55. Schott, S. 118–127.

## Diskographie (Ausschnitt)
- Computer Music Currents 5 Mesías Maiguashca, Fmelodies II und Werke von J. Harvey, G. Loy, Kaija Saariaho, D. Smalley.
- Reading Castañeda Mesías Maiguashca, The Spirit Catcher, El Tonal, Sacateca's Dance, The Wings of Perception II, El Oro, El Nagual.
- FEEDBACK STUDIO KÖLN CD 2 Mesías Maiguashca, Übungen für Violine und Synthesizer und Werke von D. Johnson, K. Barlow, S. Foretic, P. Eötvös und John McGuire.
- ORGELMUSIK UNSERER ZEIT IV Z. Szathmáry spielt Werke von Mesías Maiguashca (Nemos Orgel) und W. Michel, Z. Szathmáry, H. Otte, C. Lefebvre.
- SurPlus Contemporáneos Sammlung Sumak, Ecuadorianische akademische Musik des 20. Jahrhunderts. Mesías Maiguashca, La Noche Cíclica (Die zyklische Nacht) und Werke von J. Campoverde, P. Freire, A. Rodas, L. Enríquez, E. Flores und M. Estévez. Casa de la Cultura Núcleo del Azuay, Cuenca, 2008.
- Boletín y Elegía de las Mitas Szenische Kantate Text: César Dávila Andrade / Musik: Mesías Maiguashca
- Mesías Maiguashca: Los sonidos posibles[2]
- Mesías Maiguashca: Musik für Tonband (+) Instrumente 1947–1989 Ayayayayay, Intensidad y Altura, El mundo en que vivimos, The wings of perception I, Nemos Orgel.[3]

## Bibliographie
- Anderson, Julian: A Provisional History of Spectral Music. Contemporary Music Review 19, no. 2, 2000 (Spectral Music: History and Techniques) S. 7–22.
- Béhague, Gerard: Maiguashca, Mesías. In The New Grove Dictionary of Music and Musicians, 2. Ausgabe 2001, herausgegeben von Stanley Sadie und John Tyrrell. London: Macmillan Publishers, New York: Grove’s Dictionaries of Music.
- Beimel, Thomas: Ich bin. Wir sind. Ich kehre zurück. Der Komponist Mesías Maiguashca. MusikTexte 120, Köln, Feb. 2009.
- Enzyklopädie der ecuadorianischen Musik. Corporación Musicológica Ecuatoriana (CONMUSICA). Herausgeber: Pablo Guerrero Gutiérrez. Quito, 2003.
- Fürst-Heidtmann, Monika: Mesías Maiguashca. In Komponisten der Gegenwart: Loseblatt-Lexikon – Nachlieferung 3, herausgegeben von Hanns-Werner Heister und Walter-Wolfgang Sparrer. München: Text+Kritik Edition, 1993
- Kostakeva, Maria: Die wandelnde Welt oder die Zeitkristalle? „Die Feinde“ von Mesías Maiguashca. Musiktheater nach der Erzählung „Das geheime Wunder“ von J. L. Borges. In Das Musiktheater in den audiovisuellen Medien: "...ersichtlich gewordene Taten der Musik", hg. von Peter Csobádi, Gernot Gruber und Jürgen Kühnel, S. 526–534. Anif/Salzburg 2001, Mueller-Speiser, ISBN 3-85145-074-4.
- Itinerario de Mesías Maiguashca. In Revista Opus, Nr. 12, Banco Central del Ecuador, Mai 1987.
- Montague, Steven: Mesías Maiguashca. Contemporary Music Review 6, Nr. 1 (New Instruments for the Performance of Electronic Music/Live Electronics), 1991, S. 197–203.
- Müller, Hermann-Christoph: Schlafende Schönheit: Musiktheaterstücke von Furukawa, Viñao und Maiguashca im ZKM Karlsruhe. MusikTexte: Zeitschrift für Neue Musik Nr. 80 (August 1999), S. 33–37.
- Solare, Juan María: Reading Maiguashca [über das Werk "Reading Castañeda" von Mesías Maiguashca]. Programmnotizen (6000 Wörter) für das Konzert im Centro para la Difusión de la Música Contemporánea, Madrid, 20. März 2006.
- Stockhausen, Karlheinz: Texte zur Musik 3 (1963–1970). Herausgegeben von Dieter Schnebel, Köln: Verlag M. DuMont Schauberg, 1971, ISBN 3770104935.